# Désert des Agriates

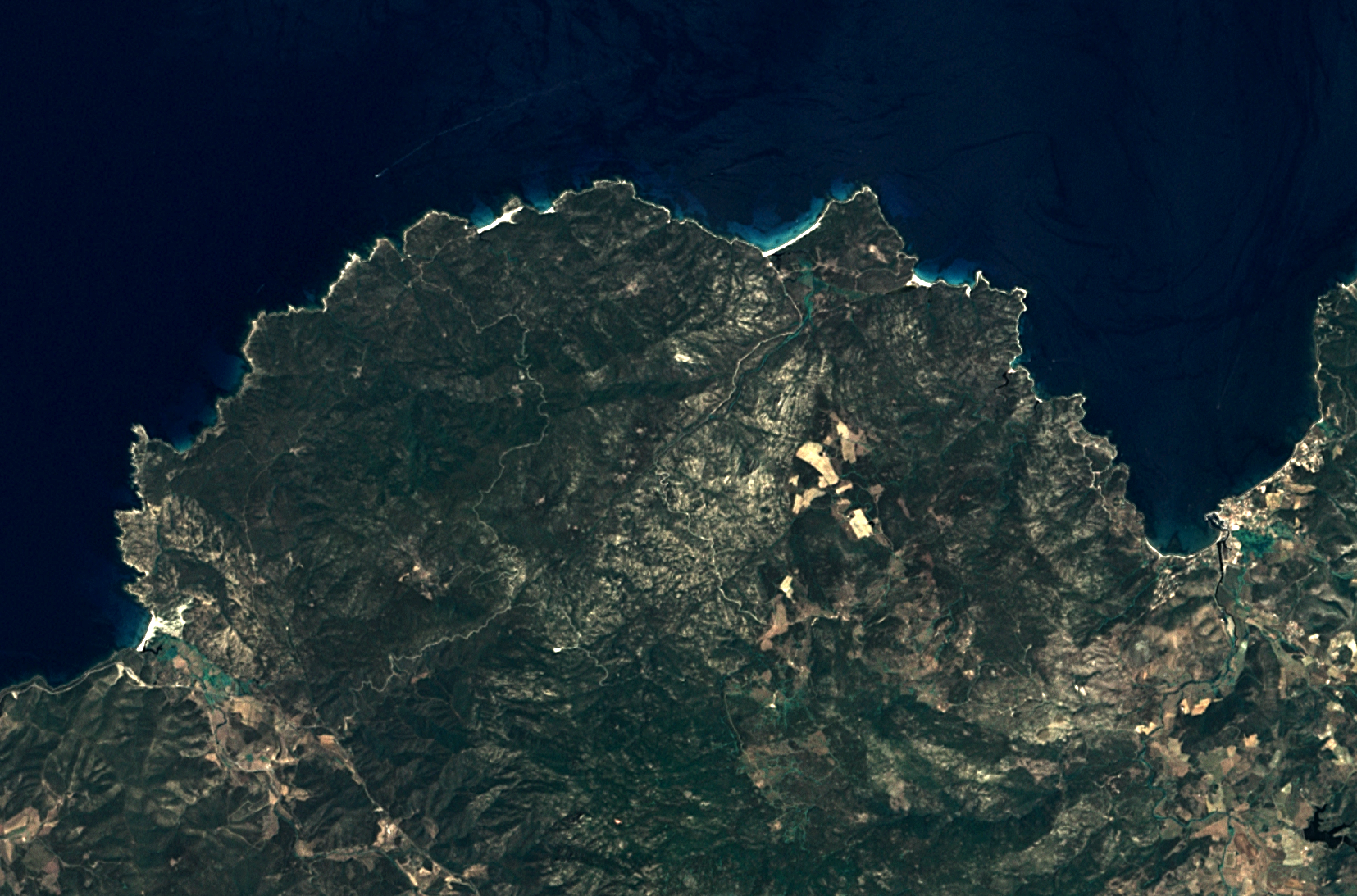
Vue satellite des Agriates.

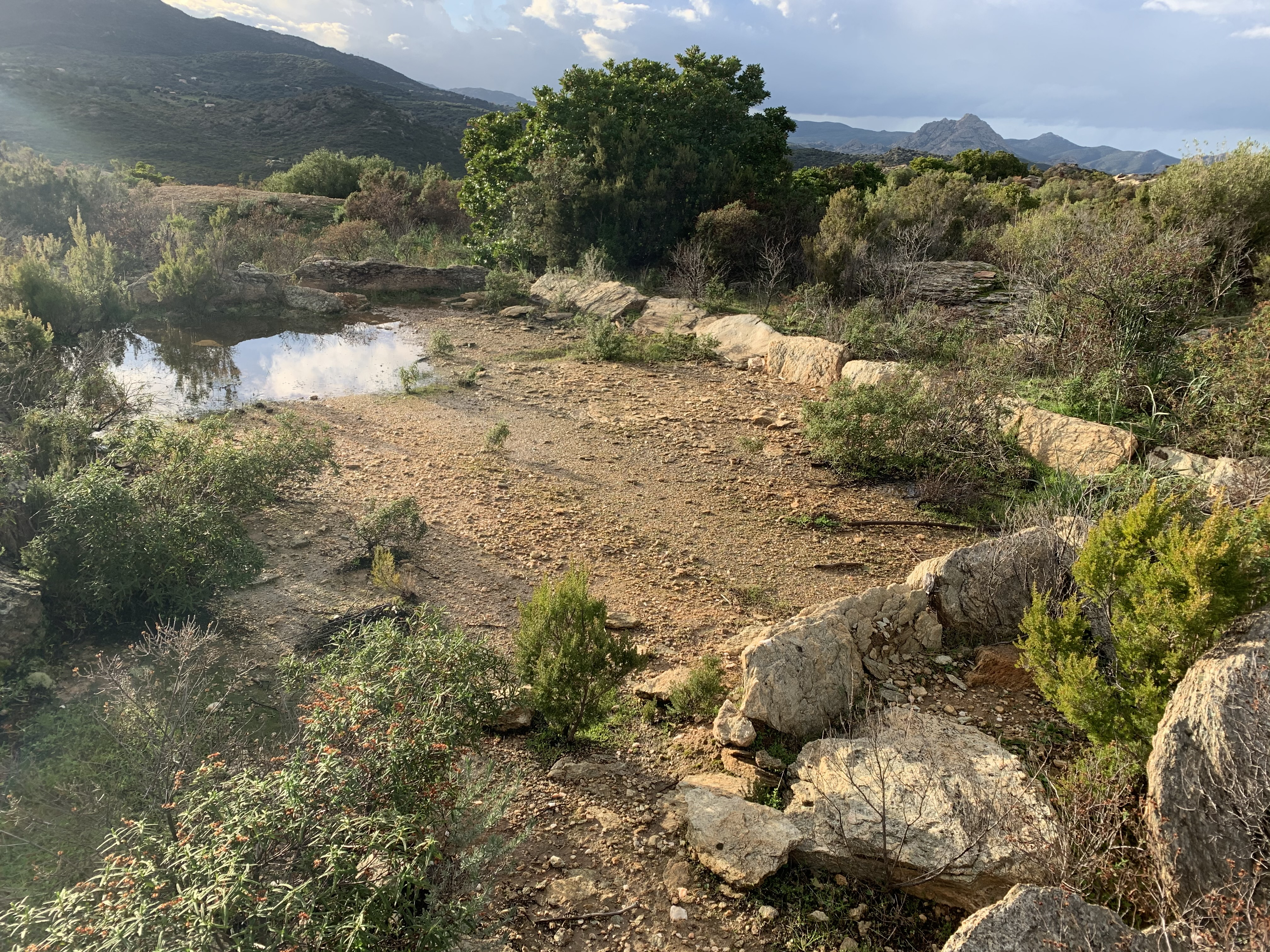
Fondations d'habitations datant du Néolithique. 5000 ans BP. A cima di Suarella

L'Agriate ou désert des Agriates est un territoire de Corse implanté entre les microrégions de Balagne à l'ouest et du Nebbio à l'est.  
Le site doit son nom à son utilisation passée. Agriate vient du latin Ager à savoir « agriculture ». En effet, il y a peu encore (milieu du XXe siècle), ces terres agraires étaient un riche grenier pour les populations locales. Ainsi, hâtivement qualifiées de « désert » par les touristes britanniques à la Belle Époque, ces terres ont été nourricières pendant des siècles. Discrète, l’eau est bien présente. Trente-deux sources et vingt-sept fontaines s'y cachent. Douze cours d’eau, hormis les grands fleuves, présentent un régime torrentiel et se trouvent régulièrement en assec.  
Le terme de « Désert » est apparu après la guerre de 1914-1918. Lors, la population corse a perdu nombre de ses jeunes hommes et ces terres agraires se sont trouvées abandonnées, ainsi, peu à peu désertées.

## Géographie

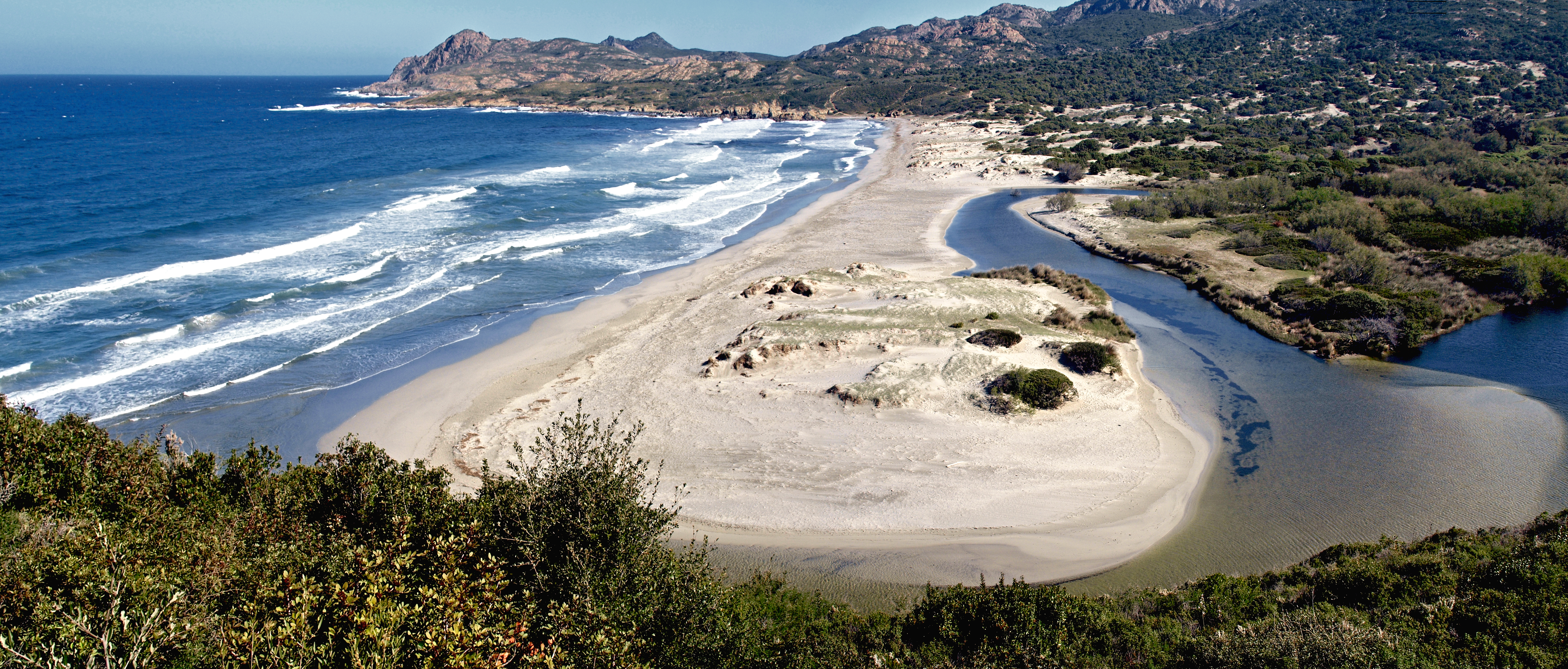
L'Ostriconi, limite occidentale de l'Agriate.

### Situation
L'Agriate est un territoire bordé au sud par un massif montagneux, A Serra di Tenda, au nord par  la mer Méditerranée, à l'ouest par la Balagne, à l'est par le Nebbio.
Ce territoire se partage d'ouest en est, entre les communes de Palasca, San Gavinu di Tenda, Santu Petru di Tenda et San Fiurenzu/Saint-Florent. Le seul lieu habité est le hameau épars de Casta qui s'étire le long de la RD 81 : l'ancienne route royale ouverte en 1852.
Certains guides touristiques présentent le territoire comme un désert, ce qui est faux. L’Agriate constitue un important réservoir de biodiversité, de nombreuses espèces rares y ont élu domicile. Quarante ans d’études et de littérature scientifique reconnaissent la naturalité, la richesse, la variété qui s’expriment dans l'Agriate,,,,,,,,,,,,,,,,,,,,,.
La reconnaissance de sa valeur écologique a d’ailleurs donné lieu à une volonté de protection déclinée par le biais d’outils à vocations variées de portées européenne, nationale ou régionale (zone Natura 2000, Parc naturel marin du Capicorsu-Agriate, cinq Znieff (zones naturelles d'intérêt écologique,  faunistique ou floristique) de types 1 et 2, réserve de chasse et de faune sauvage d'Ifana (1121 ha), site inscrit (l'ensemble du territoire le 24 juin 1974), site classé (Ostriconi ; classements des 8 juin 1988 et 22 septembre 2003), arrêtés de protection de biotope, sanctuaire Pélagos, propriété du Conservatoire du littoral.

### Géologie et relief
D'une superficie d'environ 15 000 ha, quatre principaux points de repères géomorphologiques délimitent l'Agriate : 
- au Nord, la mer et 37 km de linéaire côtier vierge,
- au Sud, la route départementale 81 et les contreforts du Tenda,
- à l'Ouest, la vallée de l'Ostriconi,
- à l'Est, la plage de la Roia dans le golfe de San Fiurenzu/Saint-Florent aux limites de la plaine du Nebbiu.

La Cima d'Ifana (479 m) s'impose comme le culmen du site. Cependant, le Monte Genova (421 m), avec sa forte pente (conséquence d’un processus géologique de l’ère tertiaire qui comprima le granite hercynien des Agriate en un gneiss particulièrement résistant) déploie une solide silhouette. C'est là, sans doute, le mont le plus remarquable du site.
La rivière Liscu et le Monte Genova permettent d'identifier deux parties, à peu près égales.
- Le secteur occidental

Un chaînon secondaire, indépendant de l'axe principal du massif de Tenda, délimite une région bien individualisée et non visible depuis la route départementale 81. Les rhyolites et les tufs donnent des formes arrondies au relief de la montagne s'étendant de la Cima d'Ifana jusqu'à a Bocca di Sordali (198 m). Le secteur le plus occidental est classé au titre de la loi de 1930 (classements 8 juin 1988 et 22 septembre 2003), à ce titre il est protégé. 
- Le secteur oriental

Le secteur oriental moins accidenté, composé de roches anciennes granitiques, présente des parties plus planes, aujourd'hui encore cultivées par endroits avec des plantations de vigne en coteaux.                 
Dans les années 1800, l'Agriate était considérée comme le grenier à blé de la Corse.                 
À l'Est où se situe le champ de tir de Casta, un petit chaînon indépendant comporte le monte Rivincu (356 m). La zone comporte deux dolmens dont l'un : a Casa di l'Orcu (la maison de l'ogre) est classé monument historique. À ce titre, la zone est protégée.                                
Façade maritime

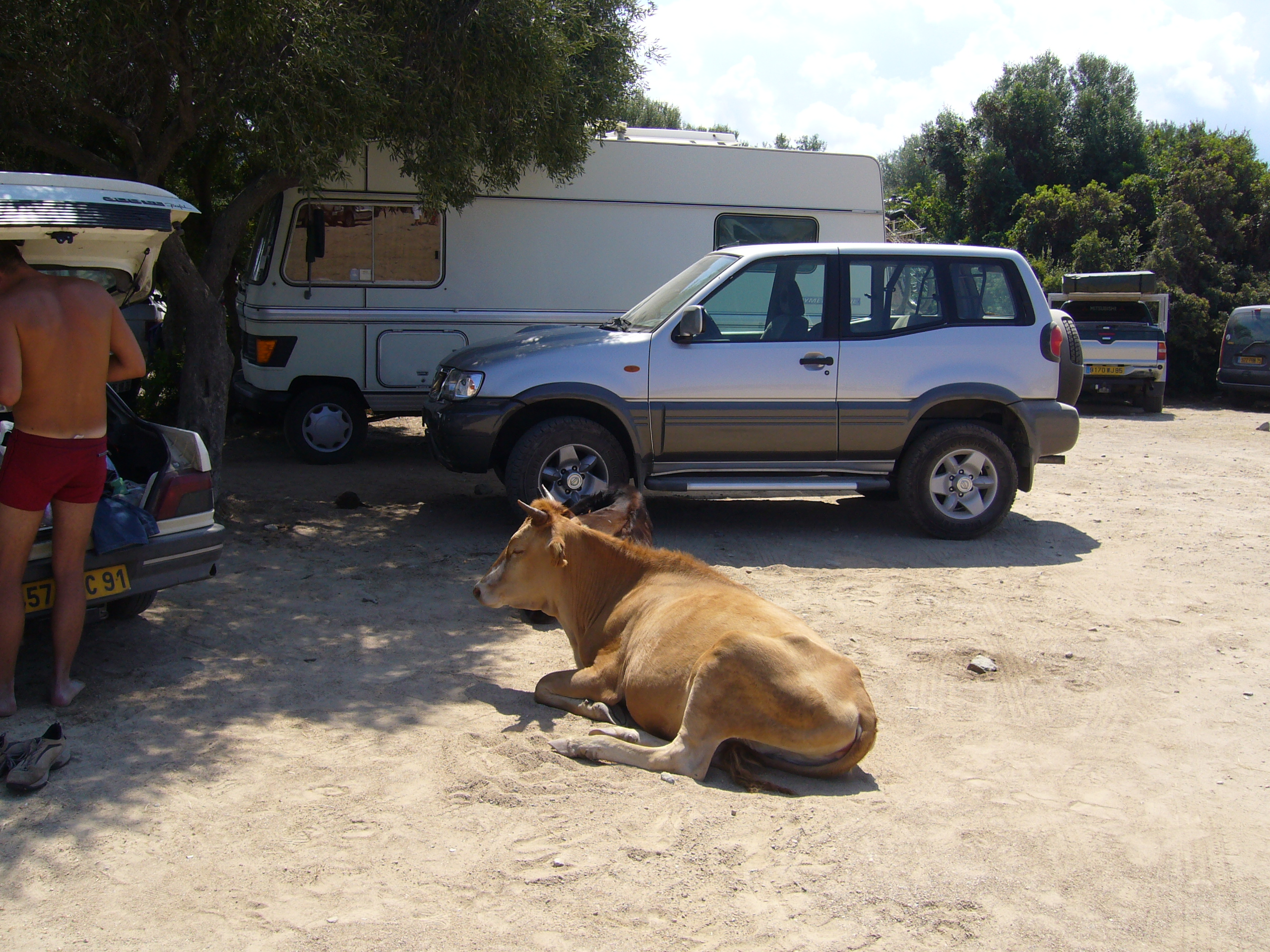
Rencontres insolites sur le parking desservant la plage.

Sa façade maritime est constituée d'une côte déchiquetée, comportant une série de caps et de plages de sable fin. Elle est baignée à l'Est par le golfe de San Fiurenzu/Saint-Florent.
Elle est longée par un sentier du littoral, dit « sentier des douaniers ».Trois tours génoises aujourd'hui ruinées : les Tours de Mortella et Fornali à l'Est et celle de l'Ostriconi  à l'Ouest, ont été édifiées aux extrémités pour en assurer la surveillance. D'autres tours étaient projetées et pour certaines débutées le long de la côte entre la Punta di Paraghjola à l’Ouest et la Punta Vechjaia (Patrimoniu) à l’est. À l'Acciolu, on observe encore les ruines des magazini (magasins) qui témoignent des échanges commerciaux effectués depuis cette côte.  
D'est en ouest, on rencontre :
- la plage de la Roia (Saint-Florent) ;
- l'anse de Fornali, sa tour paoline[34] et son phare ;
- la Punta Mortella, sa tour génoise et son phare ;
- l'îlot voisin de la Pignata ;
- la plage de Loto partagée entre les communes de Saint-Florent et de SantuPetru di Tenda ;
- la Punta di Curza la plus au Nord ;
- l'anse de Faghjula avec la plage de Saleccia ;
- la Punta di Mignola ;
- la plage de Trave ;
- la Punta Nera ;
- la plage de Ghignu ;
- la Punta di Petra Alta avec la plage d'Alga Putrica ;
- l'anse de Malfalcu, la base de sa tour et sa plage ;
- la Punta di Malfacu ;
- l'anse de l'Arghjaghju avec la marine d'Alga du nom du ruisseau éponyme (San Gavinu di Tenda) ;
- la Punta di Solche ;
- la baie de l'Acciolu avec une plage au fond de l'anse de Resica ;
- la Punta di l'Acciolu (Palasca) ;
- l'anse de Pinzuta ;
- l'anse de Vana ;
- la Punta di Paraghjola ;
- l'anse de Peraiola avec la plage de l'Ostriconi.

Une zone marécageuse se situe entre la plage de Saleccia et la plage du Lotu : marais de Padulella, marais de Pardinela et marais de Cannuta. Elle se prolonge avec l'étang de Panecalellu (Saint-Florent) et l'étang de Lotu (Santu Petru di Tenda).

### Hydrographie
De nombreux ruisseaux coulent dans l'Agriate ; d'est en ouest, les principaux sont :
- le fiume Buggiu, long de 10,1 km[35], alimenté par le  ruisseau de Valdolese[36], long de 2,3 km ;
- le fiume Santu long de 9,9 km est le nom du ruisseau de Monticellu en aval[37] ;
- le ruisseau de Panecalellu[38], qui verse dans l'étang éponyme, avant de se jeter en mer à la plage du lotu ;
- le ruisseau de Niolincu[39] qui traverse le marais de Cannuta puis l'étang de Loto avant d'arriver à la mer au nord de la plage du même nom ;
- le Liscu, 10,7 km qui termine sa course sur la plage de la Saleccia après avoir traversé le marais de Padulella ;
- le ruisseau de Scalavita[40] ; il a son embouchure dans la petite cala di Scalavita, à l'ouest de la plage de Saleccia ;
- le ruisseau de Toccone[41], long de 5 km ; il traverse l'étang de Ghignu avant son embouchure ;
- le ruisseau de Scruchiella[42], long de 3 km ; il a son embouchure dans la cala di Malfacu ;
- le ruisseau de l'Alga, 1,2 km[43] qui se jette dans l'anse éponyme (cala di l'Arghiaghju) ;
- le ruisseau de Tettu[44], 6 km qui se jette dans la cala di l'Arghjaghju et sépare le littoral de Santu Petru di Tenda et de San Gavinu di Tenda ;
- le ruisseau de Sualelli[45], long de 6,7 km ; il a son embouchure dans la cala di Vana ;
- le ruisseau de Tafonatu[46], long de 1,7 km ; il a son embouchure peu au nord de la plage de l'Ostriconi, au lieu-dit i magazini.

### Climat et végétation
L'Agriate a longtemps été une terre de culture et d'élevage. Les colonisateurs génois (1299-1778) firent de cette région leur grenier à blé et olives. Jusqu'au début du XXe siècle, outre les deux cultures historiques, on produisait figues, citrons et amandes.
La transhumance y était pratiquée ; on dénombrait encore une centaine de troupeaux de moutons ou brebis à la fin du XIXe siècle.
L'Agriate, dont l'étymologie du nom évoque des terres agraires, propices à la culture, sont  aujourd'hui appelés abusivement "désert". Or, contrairement à l'image qu'on se fait d'un désert, la végétation locale, adaptée aux conditions climatiques locales, est bien présente. Elle est composée d'essences traditionnelles du maquis (arbousiers, bruyères, myrtes, cistes, lentisques, chênes verts, oliviers…) ainsi que de pins maritimes, réminiscence de plantations réalisées au milieu du XXe siècle.
Le climat se caractérise par des températures très élevées durant l'été pendant lequel souffle un vent sec et chaud. Les précipitations sont rares mais souvent à caractère orageux.

### Accès
La route  D 81 traverse le territoire d'Est en Ouest, de Saint-Florent à la vallée de l'Ostriconi, où elle rejoint la Balanina (RT 30 ex RN 1197) au lieu-dit Petra Moneta, en passant par a bocca di Vezzu (col) à 311 mètres d'altitude. Comme dit précédemment, la route départementale 81 délimite le Sud L'Agriate.
Outre le sentier du littoral qui suit la côte, quatre pistes permettent l'accès aux principaux sites maritimes de L'Agriate. Quelques pistes sauvages viennent également griffer le paysage, en toute illégalité. 
De la route D 81 partent deux pistes, en direction du Nord. La première, longue de 13 km, débute à a Bocca di Vezzu et mène à la crique de Malfalcu  et à la plage de Ghignu. Cette piste peut être défoncée à la suite de fortes pluies.
La seconde part du lieu dit U Salone à Casta. Elle conduit, en 12 km, à la plage de Saleccia.
Une voie douce devrait bientôt voir le jour. Destinée aux piétons, vélo, chevaux, elle emprunte un ancien chemin communal qui démarre à Casta (U Salone) et abouti à Saleccia. Les travaux ont débuté en février 2021. 
De la RT 30, au niveau de L'Ostriconi, part la piste de Terricce (bergeries San Gavinu di Tenda) qui aboutit en une dizaine de kilomètres à la Cala di l'Arghjaghju.
De San Fiurenzu/ Saint Florent, une piste mène à l'anse de Fornali et à Punta di Cepo.
Outre l'état des pistes, le principal risque à les emprunter demeure le risque incendie. Des panneaux de prévention et d'information sont en place à l'entrée de chacune des pistes. Ils préviennent les visiteurs du degré du risque incendie qui peut aller jusqu'à la fermeture des pistes.
Des navettes maritimes offrent l'accès aux plages du Lotu et de Saleccia au départ de San Fiurenzu/Saint-Florent.

## Urbanisme

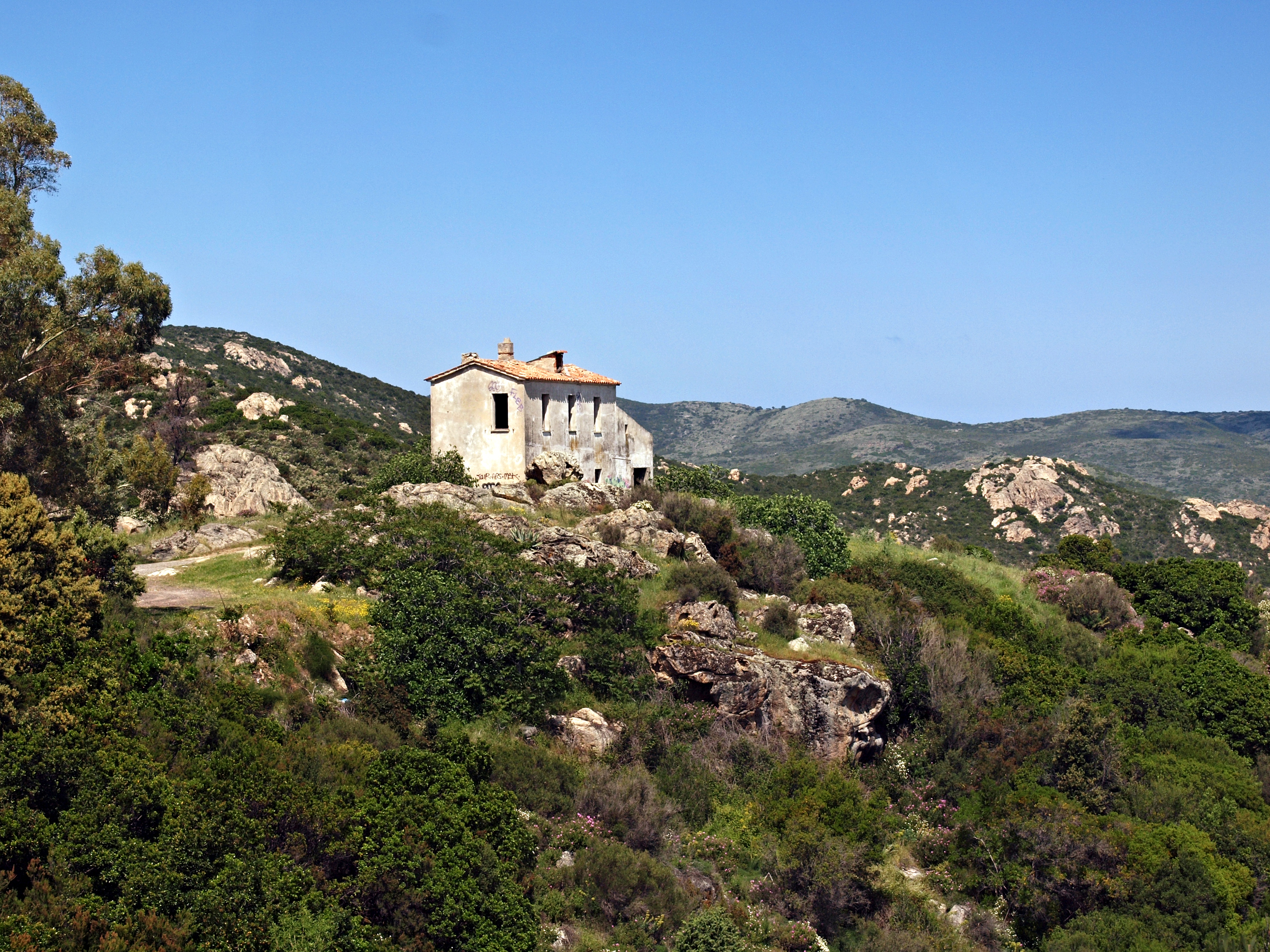
Santo-Pietro-di-Tenda, Nebbio (Corse) - L'ancienne maison cantonière de Baccialu

Casta, village de la commune de Santu Petru di Tenda et seule localité du site, est traversée par la route D81. Des maisons et quelques rares commerces sont dispersés de part et d'autre de la route, sur près de quatre kilomètres. Au milieu, en bordure de route, se trouve la chapelle San Pancraziu bâtie en pierres de taille de granit blanc.
Au milieu du XXe siècle, une grande partie occidentale de l'Agriate, propriété des familles Casabianca (ex-propriétaire de la société Casanis à Bastia) et Rothschild, était convoitée pour y développer le tourisme. Un projet de 1 000 lits avait été étudié aux abords de la marina de Malfalcu. Des pistes avaient commencé à être aménagées sur le territoire. C'était sans compter sur le Conservatoire du littoral qui a patiemment racheté l'ensemble des côtes de ce territoire, protégeant ainsi plus de 5600 hectares et 37 km de côtes.

## Histoire

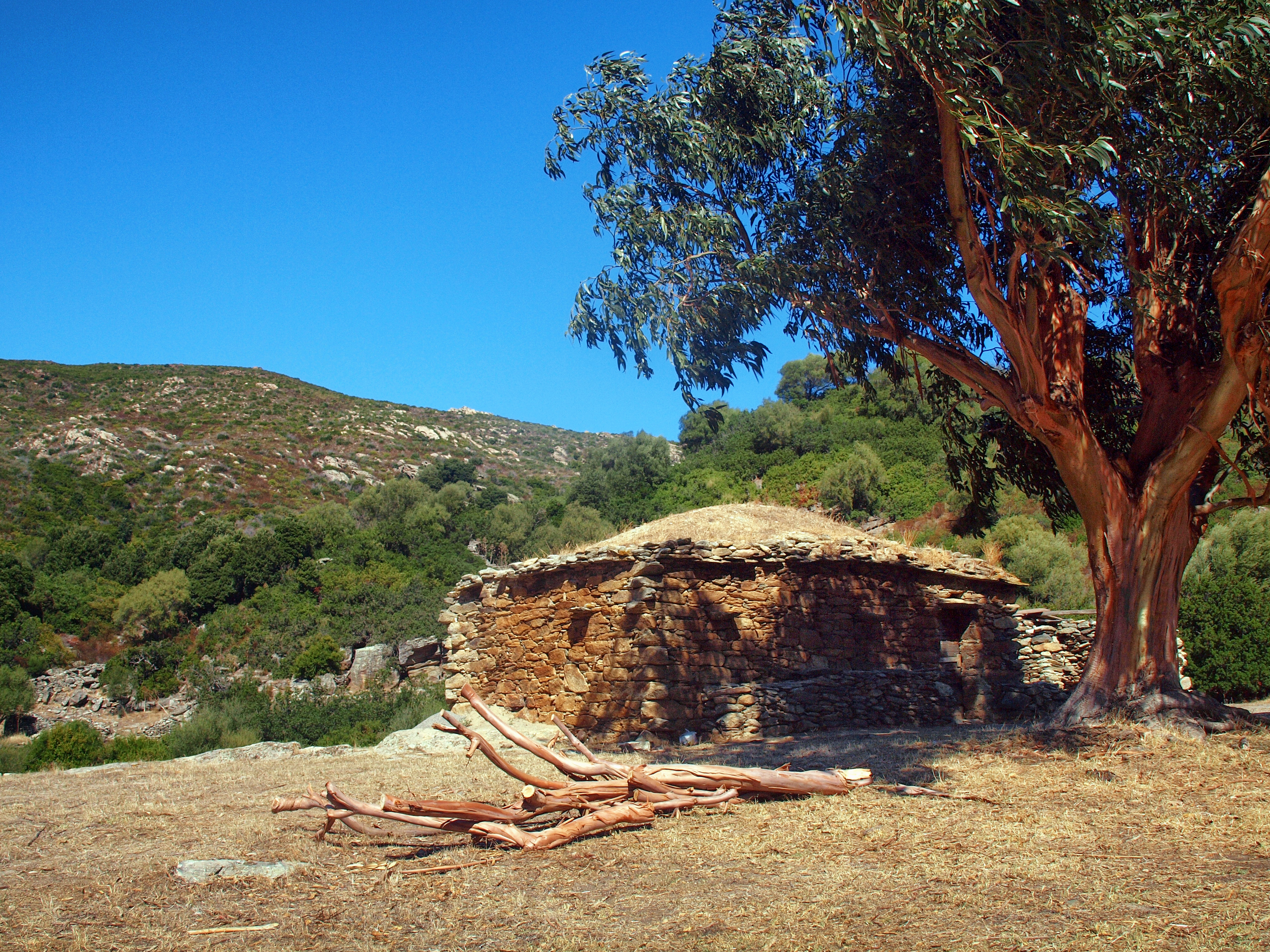
Pagliaghju (en français « pailler »)

### Préhistoire
Le site a été occupé depuis le Néolithique, en témoignent les fouilles archéologiques et les dolmens du Monte Rivincu, présents sur l'ancien terrain militaire de Casta-Nord. 
En 1893, Adrien de Mortillet fait état du passé de l’Agriate au Néolithique. Dans un rapport, portant sur les monuments mégalithiques de la Corse, il pointe la présence de quatre dolmens à Casta, dans le voisinage du Monte Rivincu.  Parmi eux : A Casa di l’orcu et a Casa di l’orca (la maison de l’ogre, la maison de l’ogresse). Deux dolmens, connus des habitants et qui, dans l’imaginaire populaire, sont perçus comme l’antre de géants détenteurs de secrets et faiseurs de magie. 
Les mentions d’Adrien de Mortillet restent imprécises. À l’exception de la description du dolmen a Casa di l’orcu, qui est également le mieux conservé et qui figure sur la liste des Monuments historiques classés sous le nom de “dolmen du Monte Rivinco depuis 1889.
Il faudra cependant attendre plus d’un siècle pour que des fouilles soient entreprises . À partir de 1995 l’archéologue Franck Leandri et son équipe  travailleront douze ans sur le secteur du Monte Rivincu et sur celui de a Cima di Suarella. Des vestiges se trouvent au sommet et au pied d’une colline culminant à près de 356 mètres et dominant tant la plaine de Casta que le golfe de San Fiurenzu. Le site de fouille s’étend sur plus de 17 hectares. 
Leurs recherches conduisent à faire basculer le début de l’histoire du Néolithique en Corse de deux mille ans en arrière,,. En effet, pendant très longtemps, les monuments funéraires mis au jour lors de différentes fouilles étaient attribués au 3e millénaire avant notre ère, comme leurs semblables des autres terres de l’Ouest méditerranéen. Mais la datation au carbone 14 va démontrer que, dans l’Agriate, ces architectures datent du 5e millénaire avant J.C ; en concordance avec la chronologie du mégalithisme dans la zone atlantique de l’Europe.
Ces mégalithes apparaissent comme des points d’ancrage territoriaux. Leur localisation topographique leur confère une valeur symbolique. Ils illustrent également le besoin des populations de revenir sur les mêmes lieux de culte pour y célébrer leurs morts, cristallisant ainsi l’unité de la communauté.
À quelques centaines de mètres plus au Sud, à a Cima di Suarella (180 m d’altitude), ils découvrent d’autres structures d’habitat quadrangulaire, contemporaines des structures voisines. Ce sont les vestiges d’un village antique datant de 7 000 ans. L’ampleur de ces constructions rectangulaires est inédite en Méditerranée
Les informations issues de l’étude paléogéographique ainsi que de l’analyse du mobilier et des architectures plaident pour un espace organisé autour d’activités domestiques. L’impact de ces activités sur le milieu s’apparente à l’exploitation d’un territoire par une communauté villageoise. Les aménagements mégalithiques, coffres et dolmens, sont rattachables à cette occupation. 

### Moyen Âge
D'Agostino Giustiniani, nommé à l'évêché du Nebbiu, le 11 septembre 1514, une description de L'Agriate est donnée dans son Dialogo :

« Après la Mortella vient la plage de la Cavallata, le petit port, Peralto, la pointe de la Corsa, la plage de Saleccia avec un ruisseau, la pointe de la Mignola, la plage de Trave, la pointe de Giunepreto, la plage de Giugno, la pointe de Timoni, le petit port de Malfalco, la plage d'Alga, la pointe des Solche, la calangue des Suppe, la pointe de Lacciuolo, la calangue de Gueno, enfin la plage de la Porraggiola. De cet endroit à la Mortella, il y a environ vingt milles. Ce pays est appelé l'Agriata et se rattache au Nebbio, parce que l'église cathédrale de Nebbio et beaucoup d'autres paroisses de ce diocèse y perçoivent les dîmes. Sur la côte, comme dans l'intérieur des terres, l'Agriata est un pays complètement inhabité. Il y a beaucoup de terres à blé ou, comme disent les Corses, de prese, cultivées par les gens du Nebbio ou ceux du Cap-Corse. Les productions de l'Agriata sont très savoureuses ; le blé, la viande, les poissons même sont les plus exquis de toute la Corse. »

— Agostino Giustiniani, traduction de l'abbé Abbé Letteron in Histoire de la Corse Tome I, Description de la Corse - Bastia Imprimerie et librairie Ollagnier - 1890 p. 16
.
En 1584, l'île est touchée par la famine, toutes les ressources manquaient. « La cause unique, ou du moins la cause principale de la famine qui régna pendant ces tristes années, doit être attribuée à l'abandon qu'avaient fait, de leurs riches et opulents villages les habitants de la côte, lesquels, afin d'échapper aux attaques des barbares, s'étaient retirés pendant les guerres précédentes dans des montagnes arides et stériles ». Ainsi, le village d'Agriata et une partie d'Ostriconi furent abandonnés.
Durant des siècles, avant de retourner à l'état sauvage vers la fin du XIXe siècle, l'Agriate ont constitué le « grenier à blé de la Corse ». La république de Gênes, faute d'un arrière-pays suffisamment développé, l'utilisait également pour cultiver de quoi nourrir sa population métropolitaine. Il fut longtemps exploité de juin à octobre par des cultivateurs venus, par mer sur de petites embarcations du Cap Corse (Nonza, Farinole, Centuri), ou de la Balagne. Ceux-ci restaient jusqu'aux moissons et s'en allaient après les défrichages, labours et semailles d'automne. Ils laissaient alors la place aux éleveurs de chèvres et de moutons, descendus des montagnes pour l'hiver. Au moment de leurs rencontres, les agriculteurs échangeaient leurs produits : du fromage contre du blé ou de l'huile.

### Temps modernes
Jusqu'au début du XXe siècle, on y cultivait encore le blé, les agrumes (cédrats, citrons, mandarines), l'olivier, le figuier… Cependant, l'écobuage et les incendies propagés par les vents forts ont eu raison de cette plaine fertile.
L'habitat humain a laissé de nombreuses traces dans le désert des Agriates. Pour se loger, les agriculteurs et éleveurs avaient construit des pagliaghji (en français « paillers»). Un pagliaghju est une cabane en pierre sèche, au toit arrondi ou en terrasse, qui servait d'habitation, de bergerie ou d'entrepôt pour le blé, le foin ou les outils. Ces abris contiennent une pièce unique fermée par une seule porte. Certains sont encore en bon état. D'autres ont été restaurés et aménagés en gîtes d'étape pour la location comme à Alga Putrica, à l'Ouest de la plage du Guignu.

### Époque contemporaine
En 1958, L'Agriate fut envisagé comme site d'essais nucléaires.
À l'est de l'Agriate, le champ de tir de Casta, le long de la route D81, est toujours opérationnel et est utilisé par les militaires du 2e régiment étranger de parachutistes basé à Calvi. Deux dolmens se trouvent dans la partie nord du champ de tir, à 700 mètres à vol d'oiseau au sud-ouest du Monte Rivincu (356 m - Santu Petru di Tenda). Ces dolmens sont classés Monument historique.

## Économie

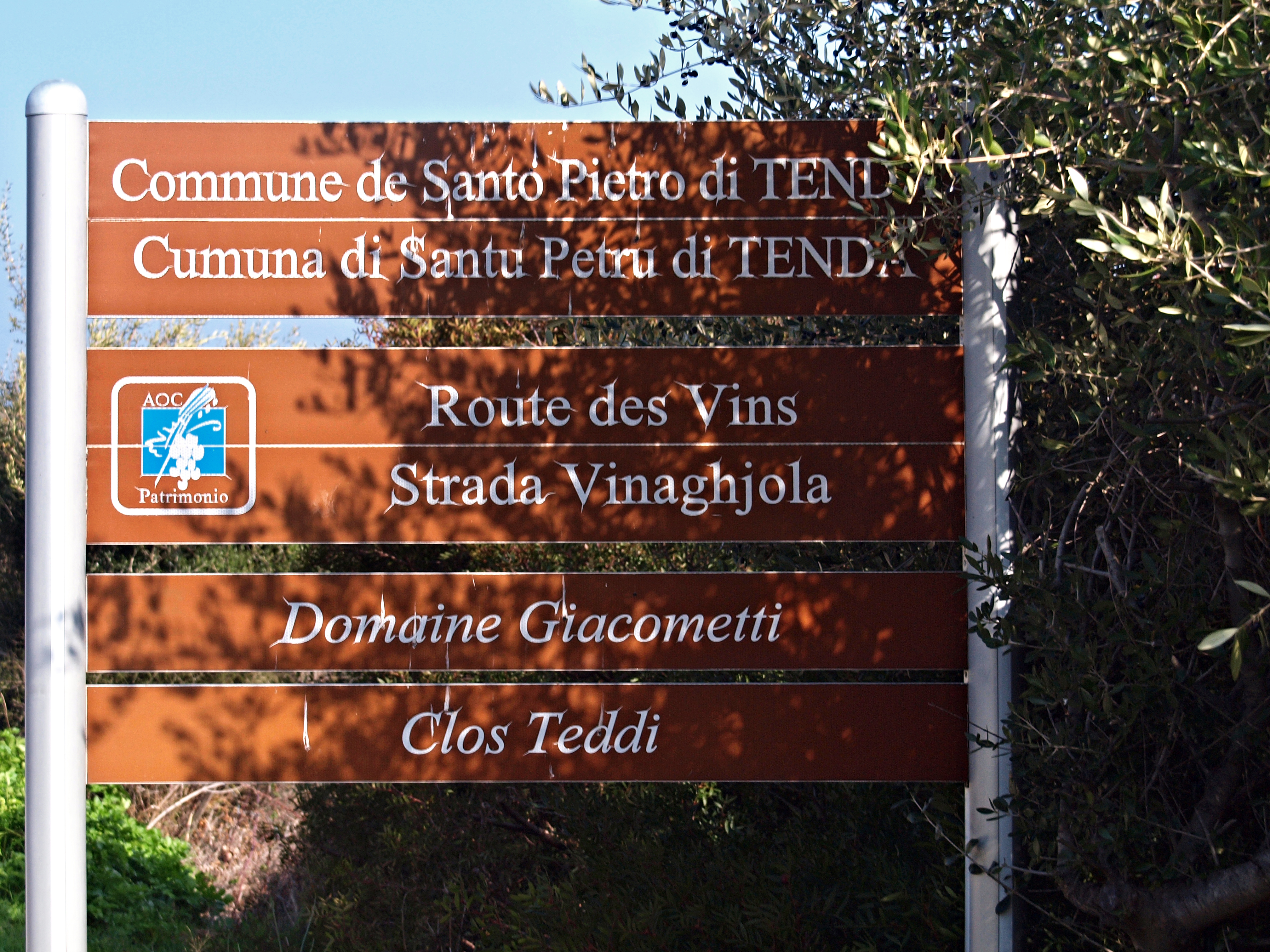
Route des vins à Casta

Les quelques commerces et établissements hôteliers et/ou de restauration se situent le long de la traversée routière de Casta. Sur tout le littoral de l'Agriate, Le seul commerce de restauration se situe à Saleccia.
La viticulture et l'agropastoralisme restent de nos jours encore les principales activités agricoles. Au Nord de Casta, sont deux domaines viticoles, des exploitations de 35 ha de vigne chacune, situées dans le périmètre du Patrimonio (AOC). Les quelques fermes qui s'y trouvent sont desservies par une piste démarrant au Nord de Casta. Un berger a été autorisé par le Conservatoire à exercer dans l'Agriate. Un deuxième devrait l'être prochainement.
Au lieu-dit Bartolacciu, il existe un petit barrage édifié sur le cours du ruisseau de Bartolacciu (celui-ci prend en aval successivement les noms de Piedi Calvi, de Monticellu, enfin de Fiume Santu.

## Lieux et monuments

### Patrimoine naturel

#### Conservatoire du littoral

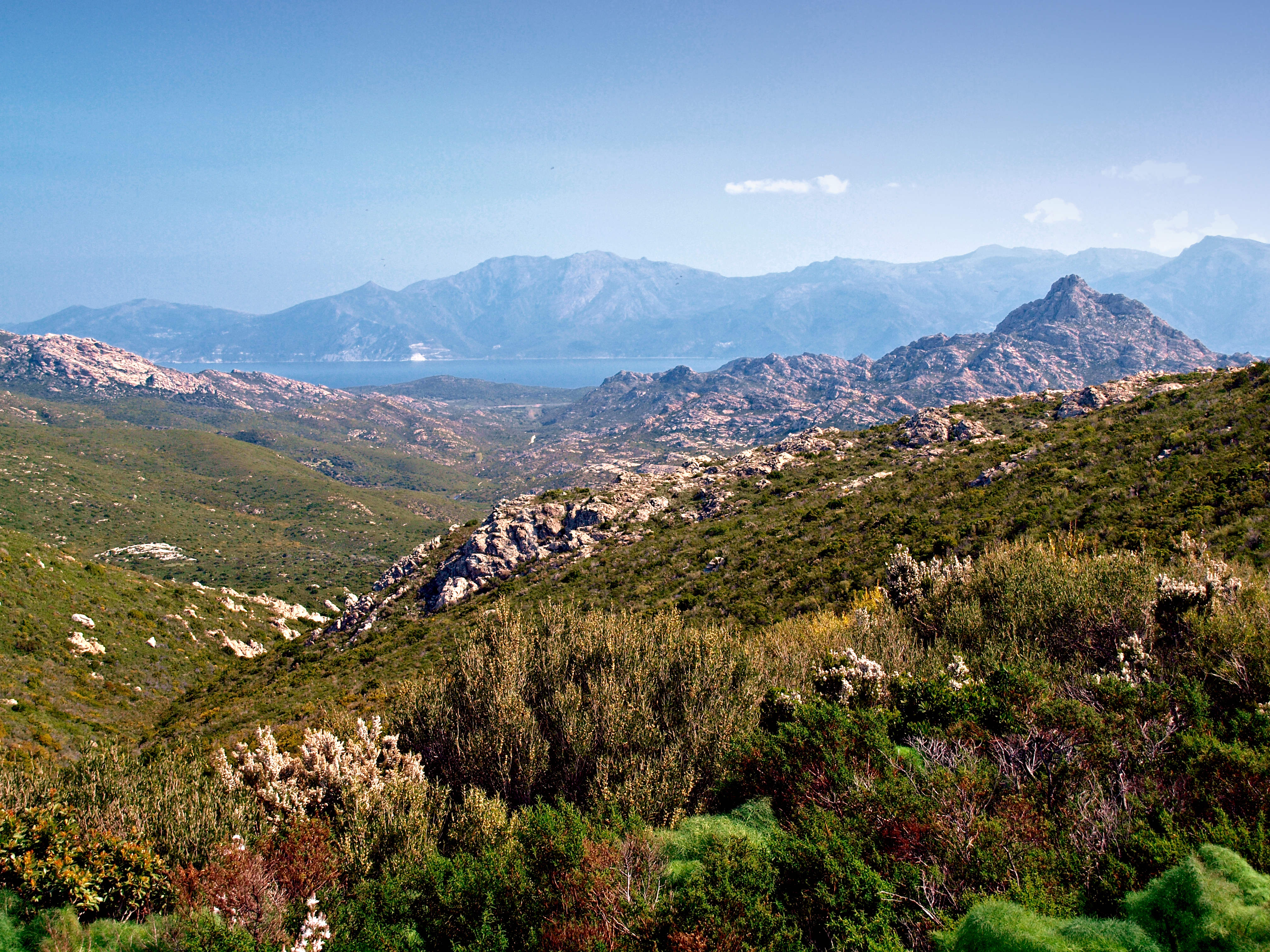
Vue de l'Agriate depuis Bocca di Vezzu

Depuis 1979, 5 532 hectares, représentant 37 kilomètres de côtes, ont été acquis par le Conservatoire du littoral dans l'Agriate. Environ 5 000 hectares sont la propriété des quatre communes précitées. Le tiers restant (5 000 hectares) relève de la propriété privée. Le site fait l'objet de la fiche FR1100014 - Agriate.
Aujourd'hui, le Conservatoire assure donc la maîtrise foncière d'un tiers de ce vaste domaine terrestre et maritime. Il est le garant sur le long terme de la préservation des paysages et de l'évolution naturelle des sites.
À la suite de concertation, le Conservatoire et le Conseil général ont élaboré un projet de territoire et un plan d'aménagements soutenus financièrement par l'Office de l'Environnement de la Corse. La gestion du territoire a été confiée au Département ; aujourd'hui à la Collectivité de Corse. Elle doit assurer la surveillance, l'entretien, les petits travaux, l'accueil des publics, l'animation et la valorisation du territoire.
Depuis 2008 huit  gardes départementaux du littoral assurent la gestion des terrains. Un de ces agents assure l'accueil aux refuges de Ghignu en été. Leurs missions sont nombreuses, entre autres l'entretien et le nettoyage des plages et des sentiers. En été, ils sont intégrés au dispositif de prévention des incendies ; ils préviennent les visiteurs de la fermeture de la piste de Saleccia les jours de risque exceptionnel. Agents commissionnés (ou dotés de pouvoirs) et assermentés pour la plupart, ils combattent des pratiques interdites par la loi comme le camping sauvage, l'allumage de feux et la circulation motorisée hors des voies ouvertes à cet effet ; ils peuvent dresser procès-verbal. Pour effectuer leurs missions, ils se déplacent à pied, à cheval, en 4x4 et en bateau.
Une maison des gardes existe à Saleccia. Il s'agit d'un ancien pagliaghju restauré par le Conservatoire.

#### Znieff
L'Agriate compte  quatre Znieff de type 1 et une Znieff de type 2 :
• Dunes, plage et zone humide de l'Ostriconi
Znieff de type 1 • n°  940004143 
Superficie : 372 ha • Propriété Conservatoire du littoral, Site classé 
(loi 1930), arrêté préfectoral de Biotope, ZSC (directive Habitat).
Elle correspond à la zone d'embouchure de la rivière de l'Ostriconi et est composée principalement d'une grande plage à végétation éparse traversée par l'embouchure de l'Ostriconi, d'un petit étang communiquant avec l'embouchure de l'Ostriconi et d'un vaste complexe dunaire et de terrasses sableuses. .
• Bois de pins d'Alep de Punta di Curza.
Znieff de type 1 • n° 940004072 
Superficie : 149 ha • Propriété Conservatoire du littoral, Site classé (loi 1930), arrêté préfectoral de Biotope, ZSC (directive Habitat).
Cette zone naturelle d'intérêt écologique, faunistique et floristique de 2e génération couvrant 150 ha, est située sur le littoral de l'Agriate. Elle est composée de dunes à genévrier et de dunes boisées de pins (Saleccia) hautes de 4 à 5 mètres, d'un matorral (formation végétale méditerranéenne moins épaisse que le maquis) arborescent à olivier sauvage et d'un maquis bas à cistes. 
• Embouchures du Fiume Santu et du Valdulese.
Znieff de type 1 • 940004074 
Superficie : 79 ha • Propriété Conservatoire du littoral, Site classé loi 1930.La zone concerne les embouchures de deux petits fleuves à faible débit, serpentant entre deux massifs rocheux et formant de petits plans d'eau en arrière des plages littorales. Le milieu aquatique offre une richesse biologique de plus en plus rare dans ce type de zone humide de petite étendue
• Zone humide de Saleccia Lotu
Znieff de type 1 • n° 940004073 
86 ha • Propriété Conservatoire du littoral, Site classé (loi 1930), arrêté préfectoral de Biotope, ZSC (directive Habitat).
• Désert des Agriate
• Znieff type 2 • n° 940004071  
Superficie : 11824 ha • Zone de préemption du Conservatoire du littoral • Site inscrit (loi 1930).

#### Natura 2000 Sites d'Intérêt Communautaire (Directive Habitat)
En mer et sur terre, une grande partie de l'Agriate est protégée dans le cadre du réseau Natura 2000, au titre de la directive Habitat "Habitats, faune, flore". Ce SIC d'une superficie de 29 670 ha, est inscrit à l'Inventaire national du patrimoine naturel sous la fiche FR9400570 - Agriate. Arrêté du 3 août 2011 
Sur ces sites, les projets d'aménagements ou les activités humaines doivent être compatibles avec les objectifs de conservation des habitats qui ont justifié la désignation des sites. 
Pour sa partie terrestre le site a validé son document d'objectif (Docob) le 8 juillet 2019. En mer, le site est inclus dans le Parcu naturale marinu di u Capicorsu Agriate (parc naturel marin Cap Corse/Agriate) lequel a adopté son plan de gestion le 8 juillet 2019. Il s'agit du plus grand parc marin de la métropole française. Créé en 2016, il protège plus de 6800 km2.

#### Arrêtés de protection de biotope
• Des arrêtés de protection de biotope touchent les dunes et zones humides d’Ostriconi (100 ha) ainsi que l’étang de Cannuta (8 ha), sur la commune de Palasca.
• Un arrêté de protection de biotope marin concerne l’herbier de posidonie de la baie de San Fiurenzu (8 ha), devant la Roia.

### Relief remarquable
Au centre du site, le Monte Ghjenuva, inselberg de gneiss granitique environné de maquis, surplombe la plaine de l'Est et les plages de Saleccia et du Lotu. Il est visible depuis la route de l'Agriate et des sommets du Capicorsu /Cap Corse. L'ascension, à partir d'une piste passant à son pied, est rude mais sans difficulté, sauf dans la partie supérieure. Outre des taffoni, une arche méconnue, avec une ouverture de 5 à 6 m de haut est visible côté Sud.
Dans son ouvrage (Les Agriates, 2001), Jean-Michel Casta en parle en ces termes :  
« La solide silhouette du monte Ghjenuva n’a pas changé depuis le début de l’humanité. […] Malgré sa faible altitude – 420 mètres – le Monte Ghjenuva présente une forte pente, conséquence d’un processus géologique de l’ère tertiaire qui comprima le granite hercynien des Agriate en un gneiss particulièrement résistant. Cette roche aux nuances ocrées a cependant subi les assauts du temps : les arêtes vives contrastent avec les tafoni où s’engouffre le vent, sifflant et hurlant. Il faut préciser que les tempêtes sont ici fréquentes. Les rafales peuvent dépasser les 200 kilomètres à l’heure ! Ainsi, au cours des temps géologiques, à force de tourbillons, elles ont mitraillé et sculpté le roc de formes fantasmagoriques. » l

### Patrimoine architectural

#### Tour de la Mortella
La tour a été édifiée en 1553 et fortifiée en 1554, pendant la guerre de Corse, par l'amiral Andrea Doria (en 1553, les Français se battent toujours pour la conquête de l’île. Ils pensent pouvoir mettre à profit la révolte des Corses contre Gênes ; révolte conduite par Sampiero Corsu. En novembre, ils envahissent San Fiurenzu).
La tour de la Mortella est inscrite monument historique .  
La tour possède une réputation mondiale et de nombreuses Martello Tower ont été construites à son exemple à travers le monde. Cette réputation démarre en 1794 où se joue l’épisode le plus intéressant de l’histoire de la Mortella alors que se déroule la guerre opposant Français et Corses, alliés aux Anglais.
En février, cette année-là, une escadre anglaise commandée par l’amiral Nelson mouille à Saleccia. Le 6 février, la tour (occupée par les Français) est assiégée par les troupes anglaises, pendant que deux vaisseaux la bombardent. Les trente-huit hommes de la garnison résistent. Les Anglais doivent se retirer au bout de trois heures. Leurs navires sont endommagés par les tirs d’artillerie venus de la tour. Il leur faudra encore deux jours de combats acharnés et de bombardements intensifs pour obtenir la reddition des Français. Pourtant la tour ne possédait que trois canons. La performance était si impressionnante que la Grande-Bretagne, et plus tard les États-Unis, ont construit des copies de cette petite fortification dans le monde entier. Jusqu’aux années 1860, le Royaume britannique va continuer de construire ce type de tours, présentes aujourd’hui dans l’ensemble de son ex-empire.
Une maquette en bois de la tour de la. Mortella est conservée dans les collections du National Maritime Museum et au musée d’artillerie à Londres. Le nom de la tour y est déformé en « Martello tower ».

#### Tour de l'Ostriconi

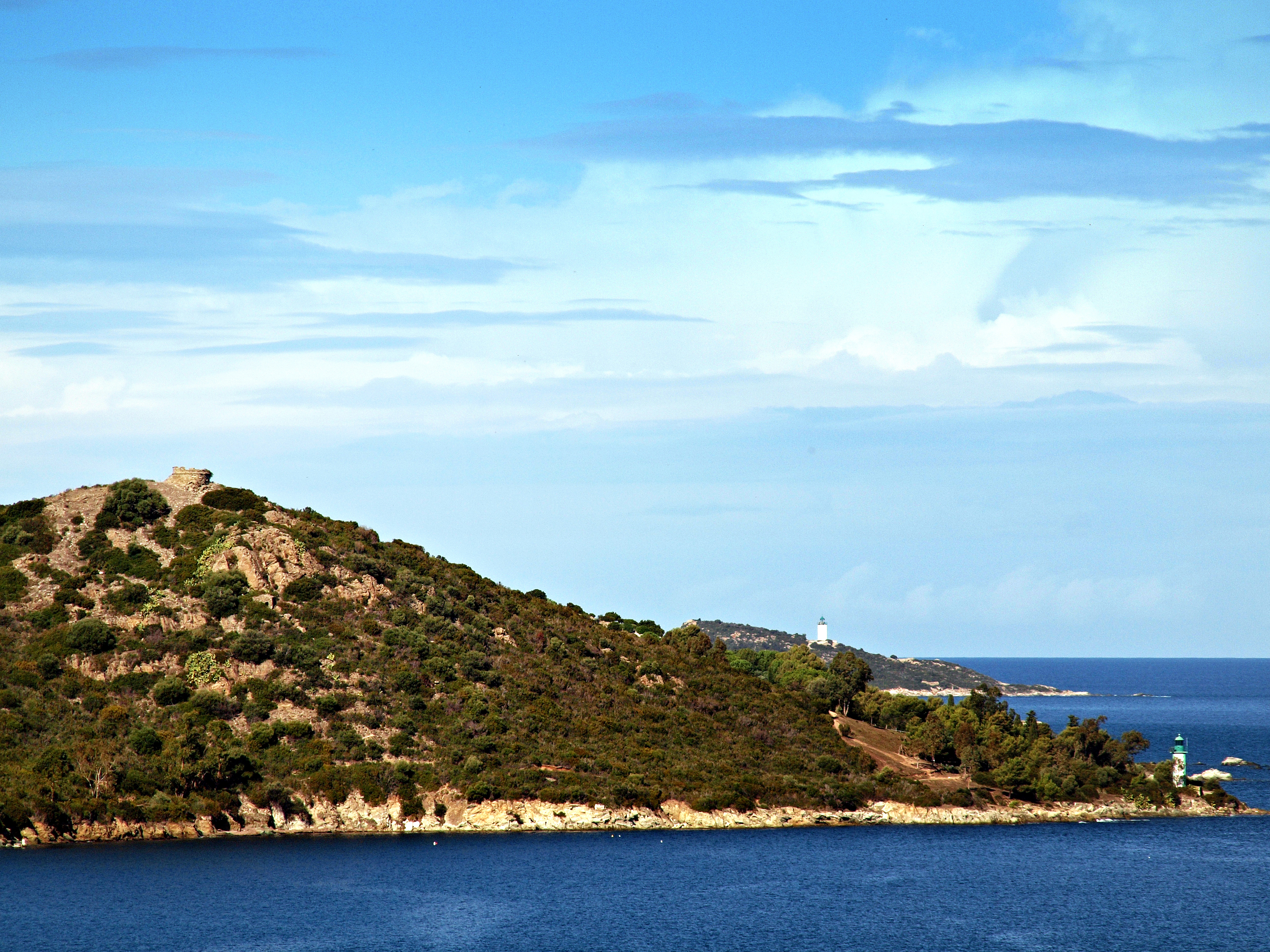
Tour de Fornali

La tour de l'Ostriconi (ou de Paraghjola, ou de Vana), est une tour génoise rectangulaire (6 m x  7 m) située au Nord des ruines de i magazini, et de la plage de l'Ostriconi, dominant la punta di Paraghjola. Cette tour génoise faisait partie d'un dispositif de défense de l'Agriate et de Saint-Florent, mis en place par les Génois dès le XVIe siècle. 

#### Autres tours
Au total, une dizaine de tours  devaient être édifiées le long des côtes de l'Agriate et du golfe de Saint-Florent depuis la Punta di Paraghjola à l'Ouest jusqu'à la Calanca di a Torre sous la Punta Vechjaia (Patrimoniu) à l'Est. Certaines ont été érigées (Ostriconi, Mortella, Fornali, Vechjaia) ; pour d'autres, seule la construction de la base avait débuté.

#### Corps de garde de Ceppo
A la Punta di Cepu a été érigé, vers 1860, un corps de garde crénelé renforcé n° 2 pouvant héberger 40 hommes. Il servait de réduit à la batterie du Ceppo positionnée à côté. Il est aujourd'hui transformé en habitation.

### Patrimoine culturel

#### Dolmens du Mont-Rivincu
Les  deux dolmens du Monte Revincu datent du Néolithique. Ils se situent à près d'un kilomètre au sud-ouest de ce sommet de 356 m, au milieu du terrain militaire et champ de tir de Casta-nord. Ils sont classés monument historique par la liste de 1889). 
Trois images d'avant 1905 du photographe Adrien de Mortillet sont dans la base Mérimée du ministère de la Culture,,.

#### Sentier des douaniers
Jusqu'à la fin du siècle dernier, la côte faisait l'objet de surveillance maritime par des escouades, terme utilisé par les douaniers, qui sont paramilitaires, pour désigner des équipes de deux à trois agents en uniforme, qui partaient à pied depuis la brigade des douanes à Saint-Florent. D'où le nom de « sentier des douaniers ». Deux à trois jours sont nécessaires pour parcourir tout le littoral de l'Agriate.
Un poste abri douanier en pierre existait à mi-chemin, proche de la Punta Mignola. Aujourd'hui il est effacé des cartes, tout comme il n'existe plus de brigade des douanes à Saint-Florent.
De nos jours, dénommé « Sentier littoral », l'itinéraire est emprunté par nombre de randonneurs, certains trouvant à se reposer dans les pagliaghji (les refuges de Ghignu) aménagés à Alga Putrica et au camping de Saleccia.

## Galerie

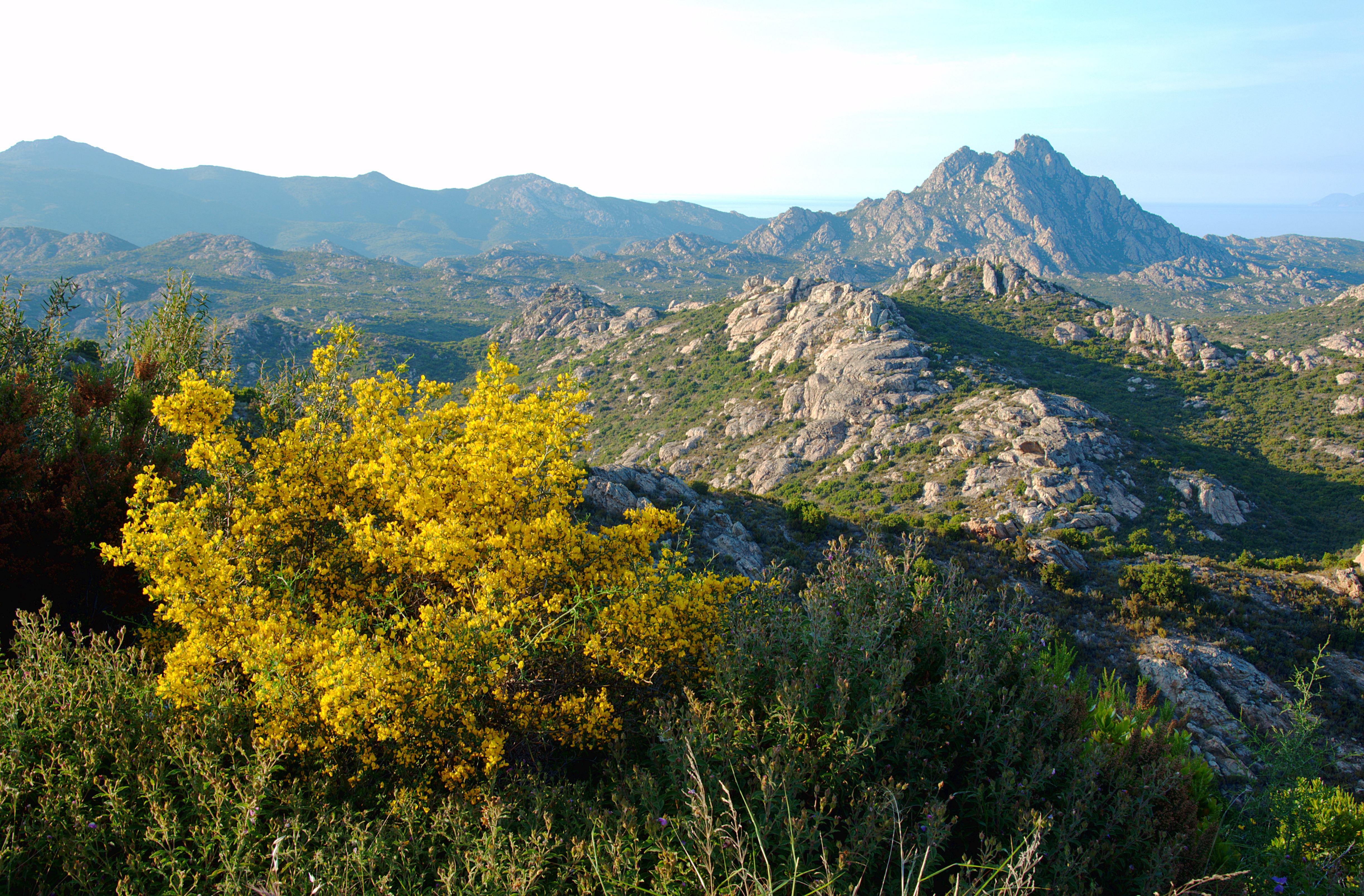
Inselberg de Monte Genova , 418 m
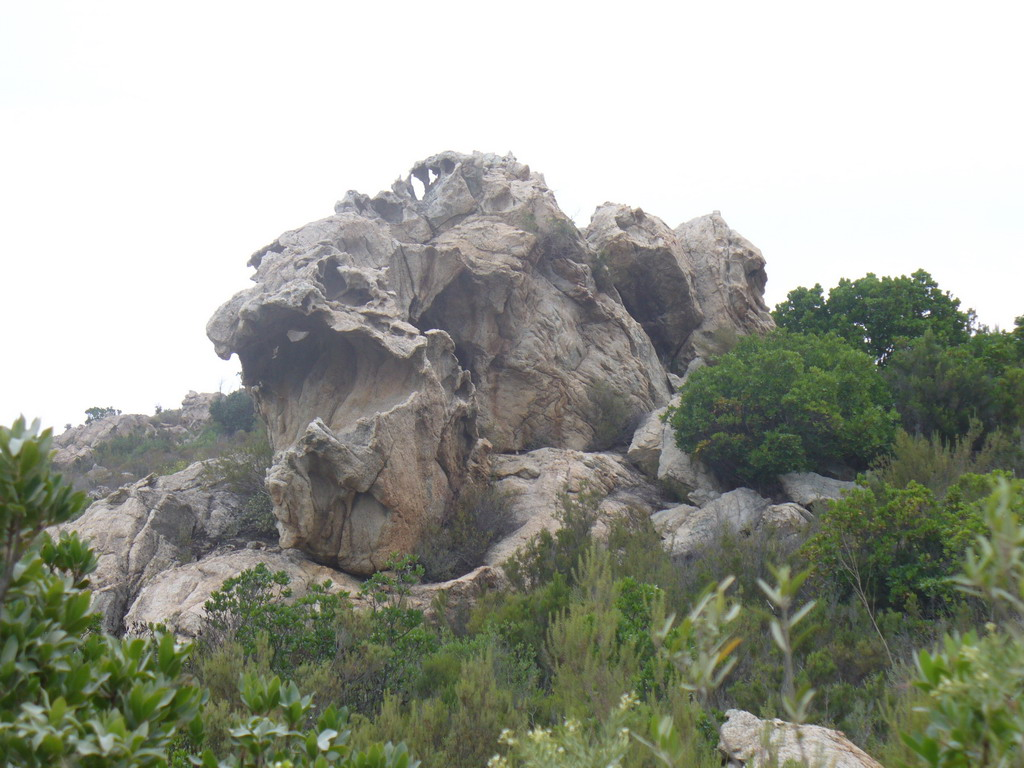
Taffoni
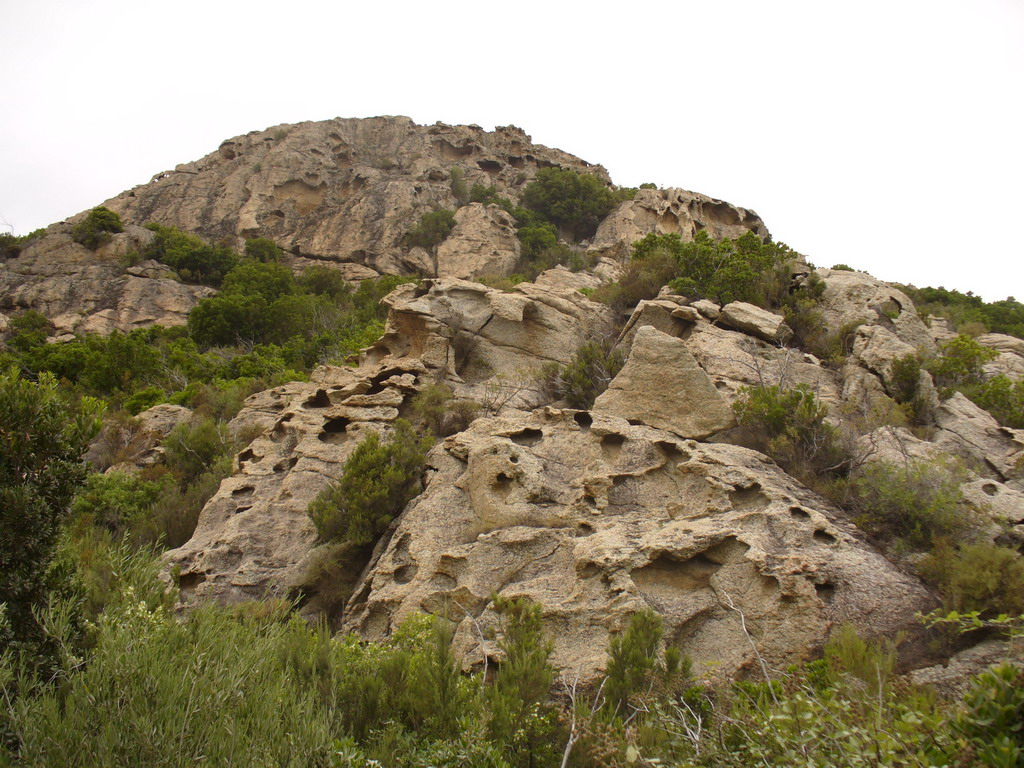
Taffoni
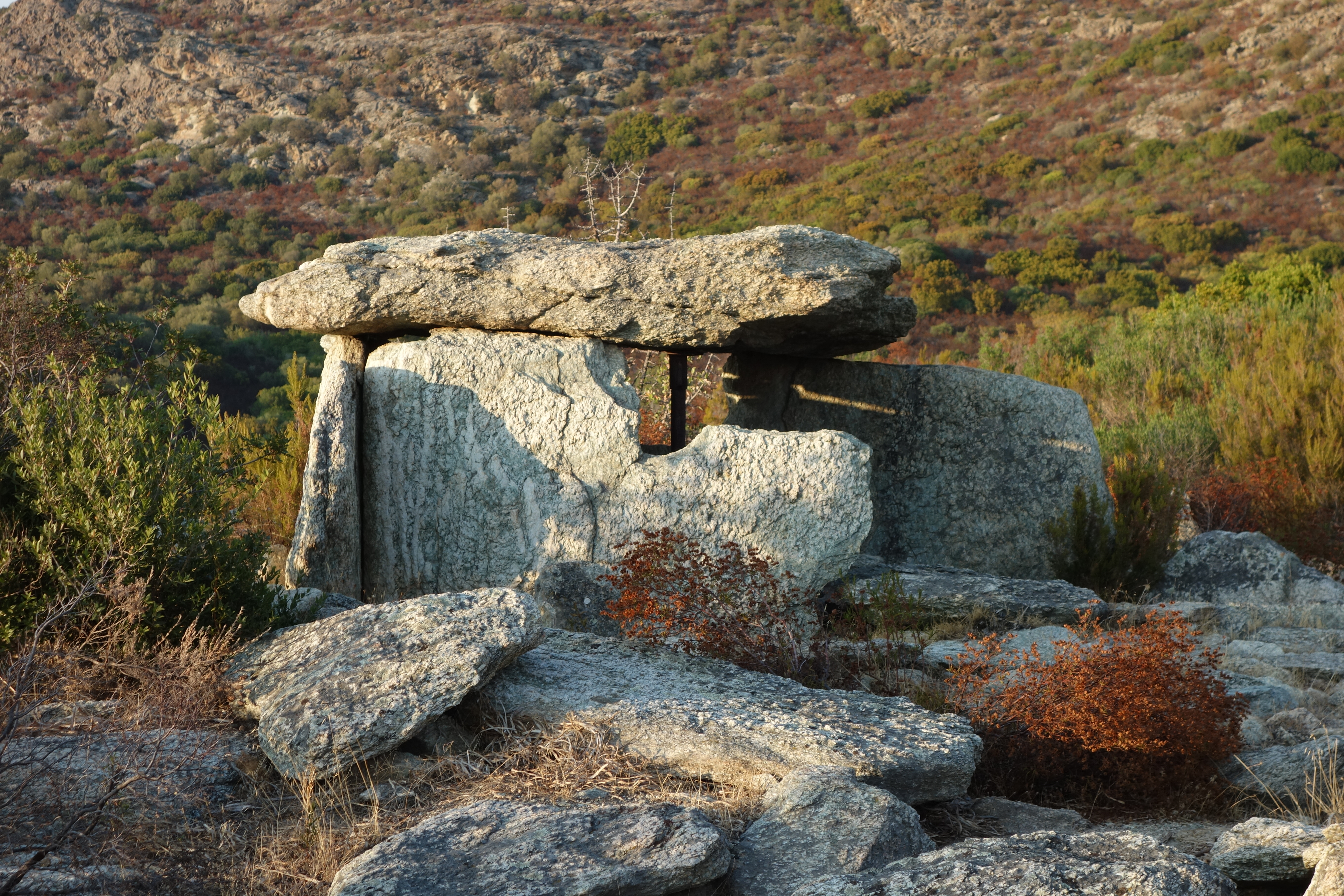
Dolmen "a casa di l'Orcu"
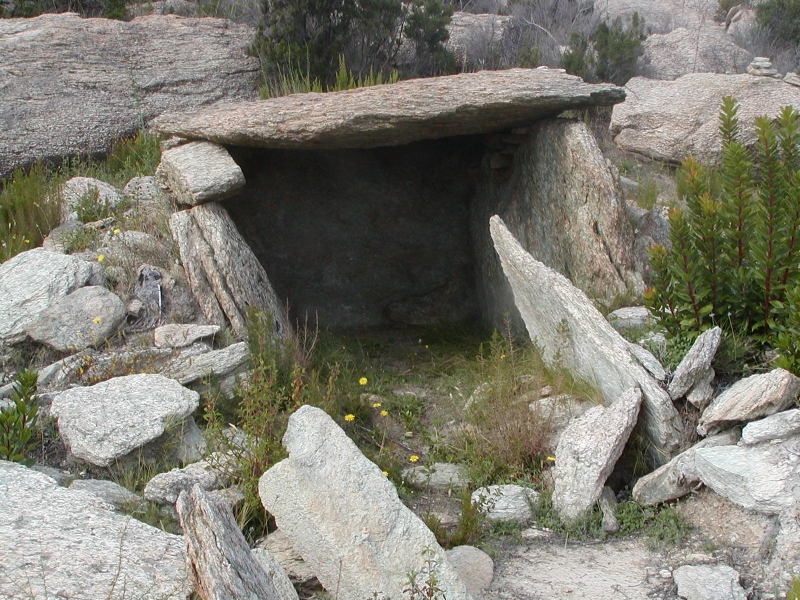
Dolmen "a casa di l'Orca"
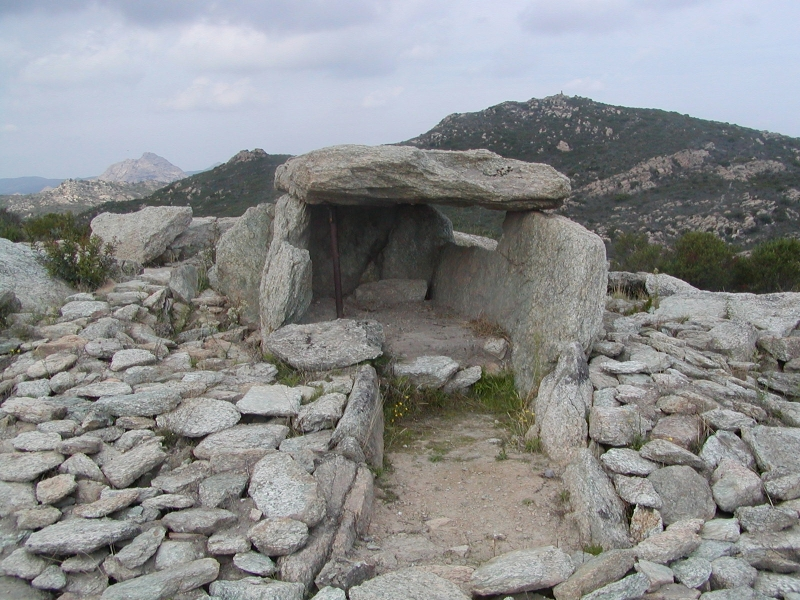
Dolmen "a casa di l'Orcu" (Monte Revincu)
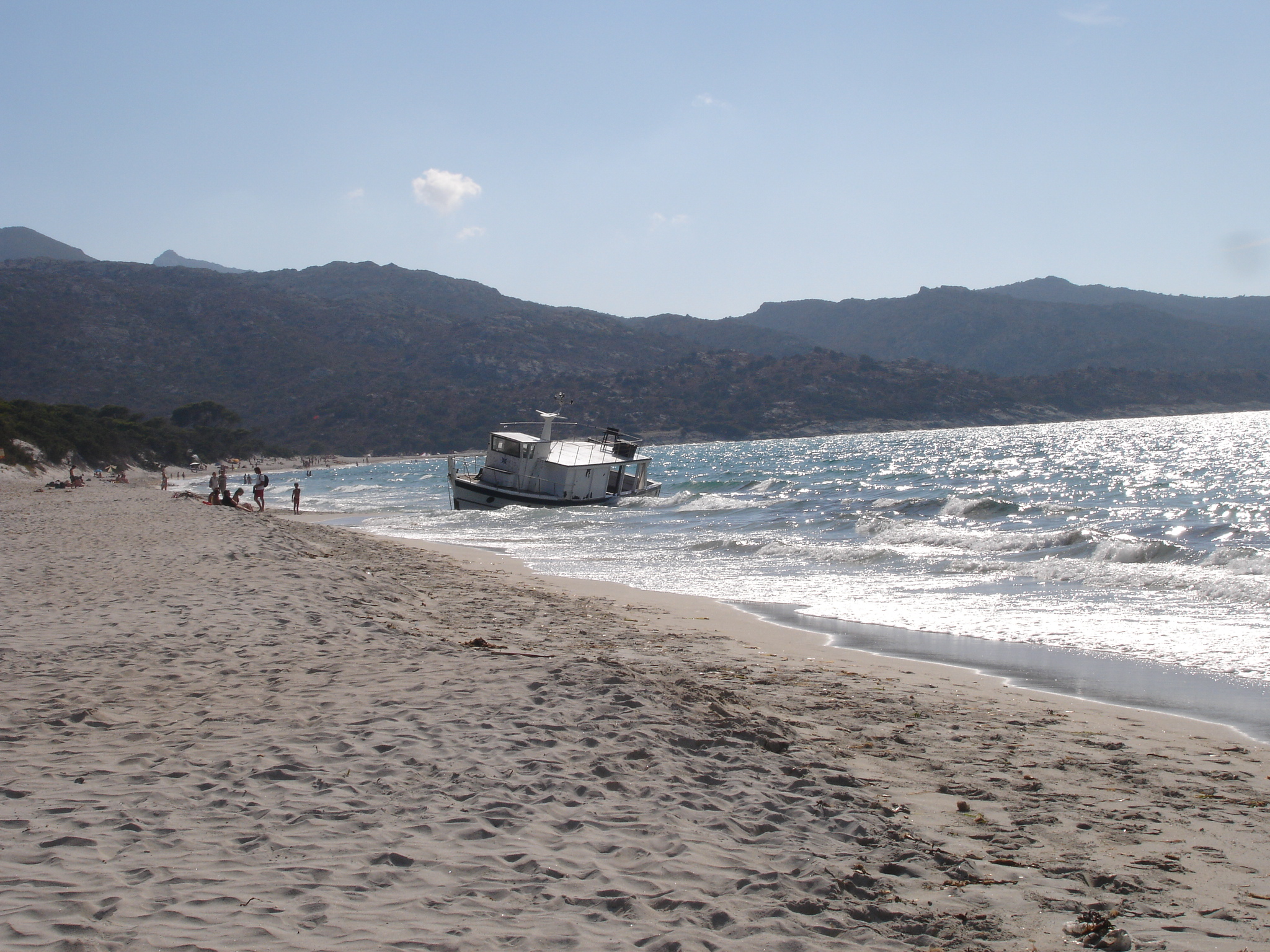
Plage de Saleccia
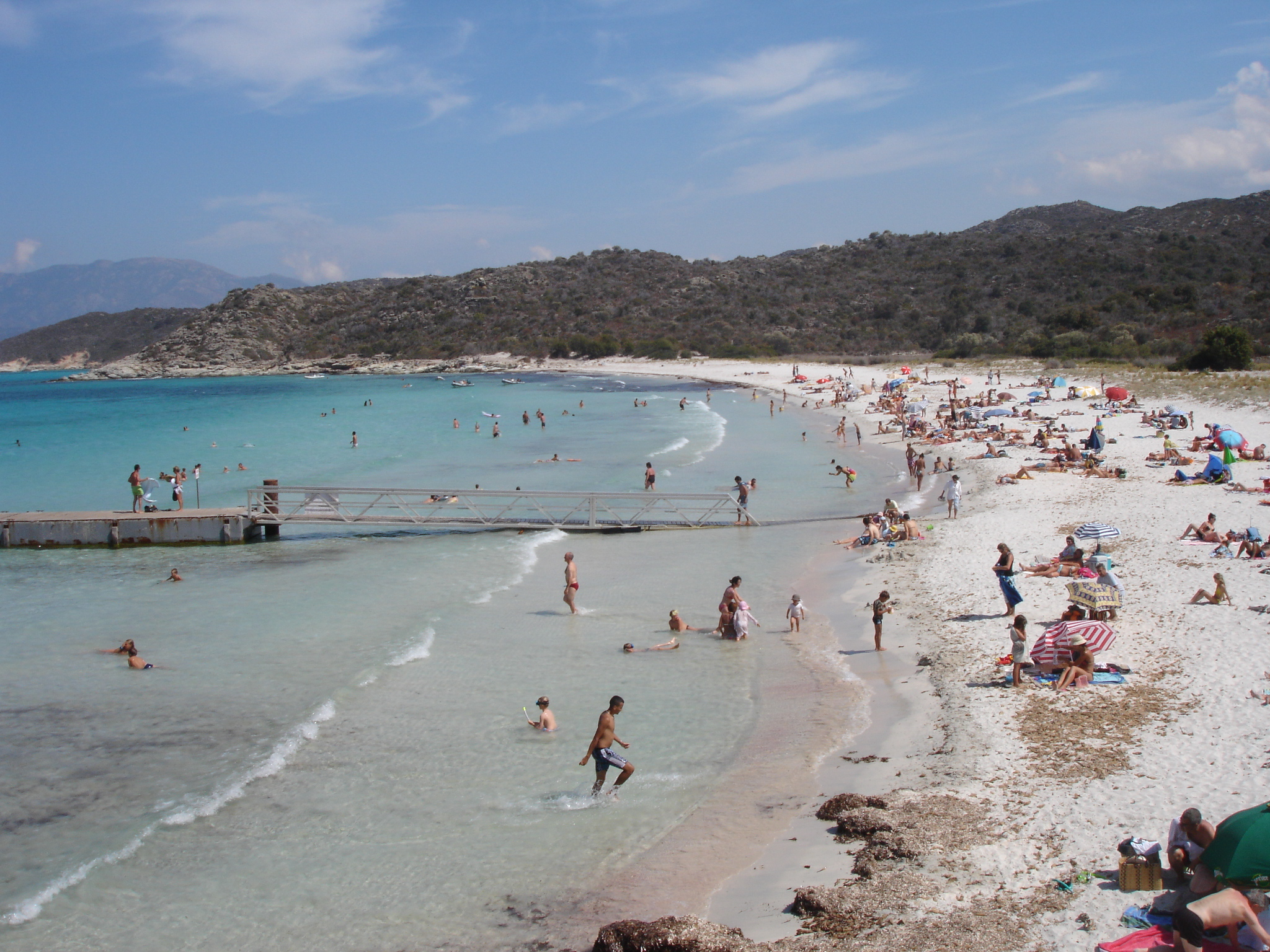
Plage du Loto